# Cystodendron dryophilum
Cystodendron dryophilum är en svampart som först beskrevs av Giovanni Passerini, och fick sitt nu gällande namn av Bubák 1914. Cystodendron dryophilum ingår i släktet Cystodendron, ordningen disksvampar, klassen Leotiomycetes, divisionen sporsäcksvampar och riket svampar.   Inga underarter finns listade i Catalogue of Life.